# أفونسو السادس ملك البرتغال
الملك أفونسو السادس (بالفرنسية: Alphonse VI de Portugal) ملك البرتغال ال22 :(ولد في 21 أغسطس 1643 - توفي في 12 سبتمبر 1683) كان ملك البرتغال الثاني والعشرين أو الثالث والعشرين حسب بعض المؤرخين. وهو الملك الثاني من بيت براغانزا ويلقب بالمنتصر.
كان ثاني ملوك البرتغال من عائلة براغانزا من عام 1656 حتى وفاته. كان في البداية تحت وصاية والدته لويزا دي غوزمان حتى عام 1662، وذلك عندما نقلها إلى الدير وتولى السلطة بمساعدة مفضله، لويس دي فاسكونسيلوس إي سوزا، الكونت الثالث لكاستيلو ميلهور.

## النشأة
كان أفونسو هو الثاني من بين ثلاثة أبناء ولدوا للملك جون الرابع والملكة لويزا. في الثالثة من عمره عانى الفونسو من مرض جعله يعاني الشلل في النصف الايسر من جسمه كما كان يعاني من عدم الاتزان. نصبه والده دوقا لبراغانزا. بعد وفاة اخيه الأكبر الأمير تيودوسيو، أمير البرازيل أصبح الفونسو الوريث الوحيد للعرش من بعد ابيه.

## الحكم
خلف أفونسو السادس اباه على العرش في عام 1656 وكان في الثالثة عشر من عمره. وكانت والدته الملكة لويزا دي غوزمان قد أصبحت وصية على العرش بموجب وصية زوجها الملك الراحل. وكان شلل الفونسو وعدم توازنه العقلي وافتقاره للاهتمام بالحكومة قد سمح لامه الملكة بان تشغل منصب الوصية على العرش طوال ستة اعوام حتى سنة 1662. اشرف أفونسو على انتصارات عسكرية حاسمة للبرتغال ضد إسبانيا منها معركة إلفاس (14 يناير 1659) ومعركة اميكسيال (8 حزيران 1663) ومعركة مونتيس كلاروس (17 حزيران 1665) وبلغت ذروتها في الاعتراف الإسباني النهائي بسيادة السلالة البرتغالية الحاكمة الجديدة لاسرة براغانزا في معاهدة لشبونة في 13 فبراير 1668.

## الشؤون الاستعمارية
شهدت هذه الفترة احتلال الهولنديين لــ (جفنا باتام) عام 1658 وهي اخر مستعمرة في سيلان البرتغالية وهي جزء من سريلانكا اليوم، كما تنازلت البرتغال إلى انكلترا عن مدينة بومباي في الهند ومدينة طنجة في المغرب في (23 حزيران 1661) كمهر لشقيقة الملك الفونسو كاثرين التي تزوجت من تشارلز الثاني ملك إنجلترا، وفي عام 1661 توصلت الوساطة الإنكليزية إلى اعتراف هولندا بالسيطرة البرتغالية على البرازيل في مقابل الاعتراف بسيطرة هولندا على سيلان. في عام 1662 وجد كونت كاستيلو ميلهور الفرصة للحصول على القوة في البلاط من خلال مصادقة الملك الفونسو، حيث تمكن من اقناع الملك بان امه الملكة الوصية تحاول سرقة عرشه منه ونفيه خارج البرتغال، لذا قام الملك الفونسو باستلام عرشه ونفي امه إلى الدير.

## الزواج
تزوج أفونسو السادس من ماريا فرانسيسكا ابنة دوق سافوي وذلك في عام 1666. لكن الزواج لم يستمر طويلاً إذ تقدمت عام 1667 بطلب فسخ الزواج وذلك بسبب عجز الملك. حيث وافقت الكنيسة على الفسخ ثم تزوجت من شقيق الملك أفونسو (بيدرو)  دوق بيجا الذي أصبح فيما بعد الملك (بيدرو الثاني) (خلعه) في نفس العام تمكن بيدرو من الحصول على الدعم الكافي لاجبار شقيقه الملك الفونسو السادس للتخلي عن السيطرة على الحكم ثم أصبح وصياً على العرش في عام 1668. ونفي الفونسو السادس إلى جزيرة تيرسييرا إحدى جزر الآزور سبع سنوات. ثم عاد إلى البر الرئيسي في البرتغال لفترة قصيرة قبل وفاته في سينترا عام 1683.